# Karl Haugwitz
Karl Wilhelm von Haugwitz (17. prosince 1843 Vídeň – 3. června 1921 zámek Wald) byl rakouský šlechtic z rodu Haugviců z Malé Obiše, statkář a politik z Dolních Rakous, na přelomu 19. a 20. století poslanec Říšské rady.

## Biografie
Pocházel ze šlechtického rodu Haugviců. Jeho otec Karel Josef († 1874) vlastnil statek Náměšť nad Oslavou. 
Karl Haugwitz vystudoval gymnázium a v letech 1861/1862 Lesnickou vysokou školu v Tharandtu. V roce 1863 převzal správu panství Wald v Dolních Rakousích, patřil mu i statek Skalice na Moravě. Měl titul tajného rady. Získal Císařský rakouský řád Leopoldův a Řád Františka Josefa. Byl starostou obce Wald. 
Jeho manželkou se roku 1867 stala hraběnka Eugenie z Hardeggu. Měli čtyři dcery.
Byl veřejně a politicky činný. Od roku 1897 působil jako prezident dolnorakouské lesnické společnosti, předtím byl od roku 1885 jejím viceprezidentem. Byl i poslancem Říšské rady (celostátního parlamentu Předlitavska), kam usedl ve volbách roku 1897 za kurii velkostatkářskou v Dolních Rakousích. Ve volebním období 1897–1901 se uvádí jako hrabě Karl Haugwitz, statkář, bytem zámek Wald u Sankt Pöltenu.
Ve volbách roku 1897 kandidoval do Říšské rady jako konzervativní velkostatkář.
Karl Wilhelm von Haugwitz zemřel 3. června 1921 po dlouhé nemoci na svém zámku Wald.